# قريه سعيد (صباح)

تعديل مصدري - تعديل

قريه سعيد هي إحدى قرى عزلة صباح بمديرية صباح التابعة لمحافظة البيضاء، بلغ تعداد سكانها 836 نسمة حسب تعداد اليمن لعام 2004.